# Adam Patel, Baron Patel of Blackburn

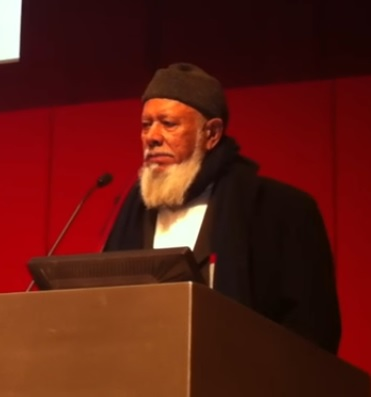
Adam Patel, Baron Patel of Blackburn, 2012

Adam Hafejee Patel, Baron Patel of Blackburn (* 7. Juni 1940 in Gujarat, Indien; † 29. Mai 2019) war ein aus Indien stammender britischer Wirtschaftsmanager und Politiker der Labour Party, der als Life Peer seit 2000 bis zu seinem Tod Mitglied des House of Lords war.

## Leben
Nach dem Besuch der Pioneer High School in Bharuch absolvierte er ein Studium der Wirtschaftswissenschaften an der Maharaja Sayajirao University of Baroda und schloss dieses mit einem Bachelor of Commerce (B.Comm.) ab. Danach arbeitete Patel, der 1966 Mitglied der Labour Party wurde, als Buchhalter bei Ivan Jacques Chartered Accountants in Blackburn und engagierte sich in dieser Zeit auch zwischen 1966 und 1967 als Vorsitzender des Commonwealth Friendship Committee in Blackburn und dem Distrikt Blackburn. 1967 nahm er eine Tätigkeit als Buchhalter bei S & RD Thornton Chartered Accountants in Preston auf und war dort bis 1974 tätig. Zugleich gehörte er 1967 zu den Gründern der Indian Workers Association und war von 1967 bis 1974 auch deren Generalsekretär. 
Nachdem er zeitweilig Leiter des internen Rechnungswesens der in Lusaka ansässigen Firma Zamtan war, war er zwischen 1977 und 1997 Vorstandsmitglied der Comet Cash and Carry Co Ltd. Mitte der 1980er Jahre begann Patel, der seit 1977 Präsident der Indian Workers Association war, seine politische Laufbahn in der Kommunalpolitik und vertrat für die Labour Party zwischen 1984 und 1995 den Wahlkreis Petty Sessions im Magistrat von Blackburn. 1987 gehörte er zu den Gründern des Rates für die Moscheen in Lancashire und war bis 1995 deren Präsident. In dieser Zeit war er bis 1996 auch als Gründungsdirektor des Ausbildungszentrums der Unternehmen von Lancashire tätig.
Patel wurde durch ein Letters Patent vom 14. Februar 2000 als Life Peer mit dem Titel Baron Patel of Blackburn, of Langho in the County of Lancashire in den Adelsstand erhoben. Kurz darauf erfolgte am 16. Februar 2000 seine Einführung (Introduction) als Mitglied des House of Lords. Im Oberhaus gehörte er zur Fraktion der Labour Party.
2001 übernahm Baron Patel of Blackburn das Amt des Vorsitzenden der britischen Haddsch-Delegation des Foreign and Commonwealth Office und bekleidete diese Funktion bis 2010.
Er starb am 29. Mai 2019, etwa eine Woche vor seinem 79. Geburtstag.